# Dianemobius csikii
Dianemobius csikii is een rechtvleugelig insect uit de familie Trigonidiidae. De wetenschappelijke naam van deze soort is voor het eerst geldig gepubliceerd in 1901 door Bolívar.